# Новая Заря (Лунинский район)
Новая Заря — посёлок в Лунинском районе Пензенской области. Входит в состав Ломовского сельсовета.

## География
Посёлок расположен в северной части области на расстоянии примерно в 24 километрах по прямой к северо-востоку от районного центра Лунино.
Часовой пояс
Посёлок Новая Заря как и вся Пензенская область, находится в часовой зоне МСК (московское время). Смещение применяемого времени относительно UTC составляет +3:00.

## Население
| 1926 | 1930 | 1959 | 1979 | 1989 | 1996 | 2002 |
| ---- | ---- | ---- | ---- | ---- | ---- | ---- |
| 124  | ↗143 | ↗229 | ↘96  | ↘69  | ↘56  | ↘32  |
| 2010 |      |      |      |      |      |      |
| ↘7   |      |      |      |      |      |      |

Национальный состав
Согласно результатам переписи 2002 года, в национальной структуре населения русские составляли 100 % из 32 чел..